# Jakobstads sångarbröder
Jakobstads sångarbröder (förkortas JSB) är en finlandssvensk manskör med hemort i Jakobstad i Finland. Kören grundades 1915 och är en av totalt 27 manskörer i Finlands svenska manssångarförbund.
Kören som är en del av Jakobstads svenska arbetarinstituts kurstutbud sammankommer på måndagar under vinterhalvåret och har Svenska Gården på Herrholmsgatan 18 i Jakobstad som sin övningslokal.

## Dirigenter genom åren
Följande personer har genom åren varit körens dirigenter:
- 1915-1921 Evert Ekroth
- 1922-1948 Paul Holm
- 1948-1954 John Svensson
- 1954-1956 Paul Jansson
- 1956-1958 Allan Nyman
- 1958-1959 Paul Jansson, Åbo
- 1959-1992 Carey Lillkung, Nykarleby
- 1992-1993 Teddy Granroth, Karis
- 1993-1994 vakant (Vårkonserten dirigerade Sören Lillkung som gästdirigent)
- 1994-1996 Tor Lindén, Jakobstad
- 1996-1998 Raakel Solvin, Karleby
- 1998-2002 Patrick Wingren, Jakobstad
- 2002-2019 Marcus Söderström, Jakobstad
- 2019-         Jan Holmgård, Jakobstad